# Friedrich Kleinwächter
Friedrich Kleinwächter (25. února 1838, Praha, - 12. prosince 1927, Černovice) byl rakouský ekonom, působící na řadě míst v Předlitavsku, carském Rusku, později Rumunsku.

## Život
Kleinwächter se narodil v hlavním městě Českého království v době Metternichovy éry v roce 1838. V roce 1862 vystudoval právnickou fakultu pražské univerzity, v letech 1865-71 působil jako soukromý docent politické ekonomie. Od roku 1872 přednášel jako profesor statistiky a národní ekonomie na německé baltské polytechnice v Rize, která se nacházela v carském Rusku, ale jako v celém Pobaltí zde byl silný vliv německého patriciátu, německých financí a kultury. Od roku 1875 pak působil na univerzitě Františka-Josefa v Černovicích v Bukovině. V tomto městě zůstal i po rozpadu habsburského mocnářství, kdy Bukovina připadla Rumunsku a nadále přednášel na zdejší univerzitě, která byla postavena dle plánů českého architekta Josefa Hlávky. Ve školních cyklech 1882/83 a 1893/94 byl rektorem černovické univerzity. V roce 1909 jej císař za věrné služby povýšil do šlechtického stavu, zároveň byl císařsko-královským dvorním radou. Jeho synovec Friedrich Ferdinand Gabriel Kleinwächter (nar. 1877 v Praze, zemř. 1959 ve Vídni) byl významný právník a rakouský ministerský úředník.

## Dílo
Kleinwächter se po celý život zabýval ekonomií a národním hospodářstvím, finančnictvím ve spojitosti s finančním právem a správní naukou. K jeho nejznámějším pracím se řadí pojednání o kartelech „Die industriellen Cartelle“ a jejich roli v soudobé ekonomii. Kleinwächter viděl roli kartelů pozitivně, v podobném smyslu jaká byla role cechů ve středověku. Stavěl se proti klasickému liberalismu, v němž viděl anarchistické prvky. V tomto smyslu měl styčné body se socialistickými ideologiemi (katedrový socialismus, marxismus apod.). K dalším dílům patří „Zur Reform der Handwerks-Verfassung“, „Die Grundlagen und Ziele des sogenannten wissenschaftlichen Sozialismus“, „Die Staatsromane. Ein Beitrag zur Lehre von Communismus und Socialismus“, „Lehrbuch der Nationalökonomie“, „Lehrbuch der Volkswirtschaftspolitik“, „Lehrbuch der Finanzwissenschaft“ apod.
Vedle těchto fundamentálních děl sepsal i menší práce věnující se drobným ekonomickým tématům, viz „Die Holzweberei in Alt-Ehrenberg bei Rumburg in Böhmen“. V tomto díle vydaném nákladem Společnosti pro dějiny Němců v Čechách se Kleinwächter věnoval dřevařskému maloprůmyslu, který byl typický pro pohraniční české oblasti obývané Němci.